# 真光教團
真光系各教团是冈田光玉1959年在日本立教的“L·H阳光子友乃会”的系谱中的一系列各宗教团体。「崇教真光」是真光教团最大的。
1. 狭义上是指1963年宗教法人化的“世界真光文明教团”以及由于光玉去世后的二代教主的理解不同，冈田惠珠于1978年设立的崇教真光两个教团。
2. 广义上包括从上述两个教团分派的各教团。（第二次眞光审判）。[1]

## 年表
- 1959年（昭和34年）岡田光玉拜賜天降之立教御神示（L·H阳光子友乃会発足）
- 1964年（昭和39年）眞光青年隊結成
- 1969年（昭和44年）立教10周年大祭、世界本山完成図発表、委托关口荣代替天野担任世界本山营造委员长
- 1971年（昭和46年）眞光青年隊全國統一結成的御宣示
- 1972年（昭和47年）熱海・陽霊元御魂座竣工
- 1973年（昭和48年）岡田光玉、欧州巡光
- 1974年（昭和49年）6月13日　岡田光玉拜賜天降久方振重大神示
- 1974年（昭和49年）6月23日　岡田光玉回神灵界
- 1974年（昭和49年）7月25日　在日本武道馆举行了教团葬、　虽然没有二代教主的发表计划，但是有人给了主持人指示二大关口教主发表的笔记，主持人认为不可能是这样，二代教主发表了惠珠先生。这样的话，就不一样了吧！的骂声，主持人再次登台，二代教主重新发表了关口荣。
- 1974年（昭和49年）8月2日　冈田惠珠向关口荣说明了重大神示的详细情况。关口也理解了约的御灵的继承和约的御灵的依命的代理教主的内容。
- 1974年（昭和49年）8月4日　代替发表预定者，关口自己发表了依命传达的内容。（地上代行者和教主的役割）
- 1974年（昭和49年）9月18日　关口荣起诉冈田惠珠

## 第1次真光审判
审判于1974年9月18日由关口荣起诉冈田惠珠，1982年7月5日“和解”成立。关于土地、建筑物、银行存款等的所有权和名义变更，规定了18个和解条款，被法院要求各自独立传教。 
三代教主关口胜利表明，二代教主关口荣虽然说只要沿着神的心就一定会繁荣，但为了父亲的名誉而进行了审判。
在那之後，有兩個“ 眞光”。 由於在學說上沒有太大的區別，所以很容易將兩者都誤認為是錯誤的。
关口的代理律师天野正男表示，很难看出司法部门能在多大程度上干预宗教教义。 他指出，如果《御神示》的内容如原告（冈田）所说，冈田就会胜诉，如果没有提到《御神示》，关口就会胜诉。
关口荣的律师天野指出，司法能介入宗教教义到什么程度是非常困难的，如果“御神示”的内容正如主张者（冈田）所说的那样，那么冈田的胜诉，如果不涉及“御神示”，就会与关口的胜诉正好相反。
岛田也在书中说，并不是谴责任何一方的团体，两者共同的敌人是标榜反宗教的共产主义。

### 二代教主继承及重大神示解释的差异
- 世界真光文明教团（成立之初，后来的关口派）
  - （40万人→10万人）関口真光文明教团（关口派）
  - （40万人→30万人）崇教眞光(冈田派)

由冈田光玉及其养女中弟子冈田惠珠于1959年立教的所谓真光教团于1963年法人化，成为“世界真光文明教团”。神的计划是按照日语的“あいうえお（aiueo）”的顺序进行的，冈田光玉被认为是在混乱期前出现的“よ（YO、与＝世＝四）”神灵的化身。眞光教団和冈田光玉的使命是“建立主座”和“培养种子的人”
根据神的启示，冈田光玉致力于“主座建立”以及“种人培养”，1974年6月13日从神那里得到了重大神示的启示，没想到10天后就回天了。据冈田惠珠介绍，收到重大神示的冈田光玉第二天早上向冈田惠珠举行了继承“YO之御灵”的仪式，传达了重大神示的消息，并对其内容进行了教导。
6月23日冈田光玉突然回到了神下。在信徒的悲伤中，举行了守夜法事。当时冈田惠珠向要职干部传达了第一代的话“关于二代（辅佐）请問（委托）关口先生（协助）・・・”，守夜第二天，冈田惠珠在冈田光玉的遗骸前向关口荣授予了二代辅佐用以及世界本山建立用的御御灵。
此后，不能理解「YO的御灵」和「二代教导主代理·辅佐」的立场·作用的关口荣，日后从冈田惠珠接受有关重大神示的概要说明理解内容，8月8日关口荣向全国发送了「依命传达」。
“继承了YO的御灵的冈田惠珠负责御神体・御御灵调整等灵的方面，关口荣根据YO的御灵的依命负责本山建立和教线扩大等体的物的方面”
但是，对于这一内容，以关口荣的儿子为首的关口派干部呼吁“不可能”“那太过分了”“如果是教主的话，灵的方面和物的方面都应该由关口荣担任教主”，关口荣回到自己的公司后，儿子和共产党系律师就会待命迫使他不要答应传达依命的内容。
在本项中，为了方便起见，将主流2教派设为“关口派”、“冈田派”。

### 世界真光文明教团
教团发行的《真相已经清楚》、担当律师大野正男（宗）世界真光文明教团代表董事地位确认请求事件、中外日报《世界真光文明教团事件》等可以确认关口派意见。   
关口总结了二代教主要根据如下。 
关于在守夜法事上冈田惠珠发表的“关于二代、拜托关口先生……”的消息，制作了同席者的同意书并提交给法院。 
在日本武道馆的教团葬中，有二代教主的发表，诉说了进行问候的事实。 
另外，即使关口作为二代行动，冈田也没有修改。 
在审判中，直到最后都只公开了一部分作为御神示或宗教上的秘文，但关口说明说：“本山造营时间不好，本山转移到了位山，在热海的3个神灵中，只让女儿拿着YO的神灵，热海的本山造营请稍等。”。 
据中外日报报道，大部分组员在不知道设立其他法人（=崇教真光）的经过的情况下跟随冈田派。   
现在，世界真光文明教团关于冈田惠珠发表的“关于二代请向关口先生请求…”的内容，第一代在6月13日下达了“二代是关口荣…”的神示。 
关口荣主张与第一代教主冈田光玉一样，来自造物主主神的启示説他的神名是“圣峰”。1994年1月3日灵界关口荣回神，1月6日他的儿子関口勝利也主张来主神的启示关于御神名发表了“圣翔”。另外，第一代是YO的灵魂，而关口则是NI（二）的灵魂和SEKI的灵統。 
此後，關口成為伊豆天城高原的第一座位子，那裡是神從“富士山的景色好，有溫泉，從神的面前可以看見柏樹”的地方嚴格地命令著第一代人的地方。設立世界總本山。 
屋顶为四面连续山墙五层屋顶，屋顶为钛黑钛合金屋顶，并附有钛，可使用半永久。 
然而，第二次眞光诉讼爆发，組手（信徒）指责関口榮与创始人上帝所指示的不同，例如寺庙的位置和设计。   

##### 分裂后的主要沿革
1975年　关口荣下了神示、神名“圣峰”、二之御灵
＊真光青年隊廃止、青年部   
1987年　主座世界総本山完成   
1988年　請求返還主座世界総本山奉纳金的審判   
1989年　崇教実践阳光大学開校   
1994年　1月3日关口荣回神灵界   
1994年　1月6日关口勝利下了神示、神名“圣翔”、関的灵統。并且，关于二代没有担心的御神示也下来了。   
＊Spritual Volanteer 徽标创建   
＊灵園開園（信徒墓地）   
＊御御霊更改设计   
＊米国主座完成   
＊台湾主座完成   
＊墨西哥主座正在建设中
＊元宮・元晃大国魂宮完成

### 崇教眞光
第二代教主冈田恵珠。 神名“圣珠”是6月13日继承时从第一代开始给予的神名，在世界总本山建立时首次发表。  2002年6月，冈田惠珠指名冈田晃弥为2代教主代理。冈田惠珠负责调整神体等灵的方面，宣布仪式斋主和世界恢弘的体方面由主代理担任。2009年6月23日冈田晃弥就任三代教主，宣布神名为“光央”。 
冈田派在第一代升天4年后的1978年，在御神示的基础上设立了崇教真光。因为主张真光教团领导人的正当继承，所以没有分派的意识。按照6月13日第一代的重大神示以及第一代的遗言，在位山建立了世界总本山奥宫，在高山上建立了世界总本山。 
根据岛田嘉则的说法，关于继承问题，关口一贯与二代教主代理、辅佐进行说明，所有的争执都不好，希望通过对话解决。冈田的这种态度在审判中起到了不利的作用。在纠纷中也一直守护着第一代的教导“人不能审判人，审判的只有神”，即使被起诉也知道不利，拒绝提交御神示的证据，对于干部，现在只忍耐的时候神向者（信仰者）不能争斗，严厉地告诫他要遵守唯神意。 
关于守夜席上的发表内容，关口派在第一代归天后的混乱中，早早地制作了同意书。实际的广播是不是如念书所示，只有同席的人知道。如念书所示，在座的所有人都是以关口荣为教主，以冈田惠珠为教主的崇教真光，没有人能跟上吗，很有意思。 
在日本武道馆的教团葬中，二代教主的发表没有预定。但是，主持人收到了写有“二代关口教主发表”指示的笔记。主持人确信不会这样，主持人宣布二代教主是冈田惠珠。于是，“不是吧！”的骂声再次登上讲台，二代更正为关口。  是谁诱导了这样的发表，让关口打招呼的。关于这一点，冈田也没有在审判中作证。

## 第2次真光审判
1988年，世界真光文明教团的信徒围绕奉纳金发起的审判（东京地方法院昭和63年（ワ）11701号判决）。
计划建立神降临的世界唯一场所的斯座世界总本山，向斯座奉纳金名下募集捐款，1982年在丸野山山顶祭祀神的地方元宫在其半山腰，开始大力募集建立供奉在元宫的神体礼拜场所拜殿的斯座世界总本山建立的具体计划下的捐款，但以不执行该计划为理由，供奉了数千万日元到约1亿日元的信徒们要求返还奉纳金。

### 元宫
世界真光文明教团解释说，主座是指斯之神降临的地方，祭祀神体的地方是神殿，没有原告们所说的“元宫（奥宫）”和“拜殿（正殿）”的区别。另外，“奥宫”（又称“奥之院”）是教主举行祭神仪式的狭窄场所，是一般组员不能出入的地方。“元宫”这个用语是崇教局长兼同局神事部长田中清英为了混淆“斯座”和“奥宫”而创作的用语，另外，“拜殿”这个用语在被告教团中没有使用。  
“主座（元宫）的建立场所必须在山顶”的教义，既没有初代教主的教导，也完全不存在于被告教团的教义中，另外，教义上也没有明确记载“主座是元宫和拜殿一体形成的”，因此原告们关于这一点的主张这是田中企图夺取被告教团而散布的错误教义的解释。
田中清英在冈田光玉在世期间担任干部，但因引起问题而引起了风波。但是在1次真光审判后，关口荣二代教主聘请田中清英担任要职。  

### 陽光子友乃会（页面存档备份，存于）
在批评关口氏家族的私有化之后，一个与世界真光文明教團分离的教派。 由田中清彦（前住持文明的前任主任）创立，他自一开始就是信徒。 
人数未知 
总部位于茨城县筑波市。 田中清秀成为第三代教主。神名：聖凰（第三代）。 （世界真光文明教団第二代教主荣口荣神之名“聖峰”之所以说不是御神示引起的，是根据他的理论，即継続教主坚持他应该继续使用初代御神名。）2002年田中死在。 崇教局長沼田明里成为第四代教主。 神名第四聖凰。 

### 真光正法乃会（页面存档备份，存于）
田中清秀对该教団织进行了个性化设置，因此成立了一个新教団。   
人数未知 

### 神聖位山真光神団
在岐阜县高山市。 
细节不明 

### 主神正法会
由三重县的“陽光子友乃会”组成的教派。 
细节不明         

## 真光系教団
| ～1974年 存命当時 | ～1974年 存命当時 | ～1974年 存命当時 | ～1974年 存命当時          | 備考 | 1974   | 1974                                   | 1978                                   | 1980                                   | 1982                                   | 1985                                   | 1987                                   | 1991                                   | 2002                                   | 2009                        | 2016～                      |
| ----------------- | ----------------- | ----------------- | -------------------------- | ---- | ------ | -------------------------------------- | -------------------------------------- | -------------------------------------- | -------------------------------------- | -------------------------------------- | -------------------------------------- | -------------------------------------- | -------------------------------------- | --------------------------- | --------------------------- |
| 岡田光玉          | 岡田恵珠          | 45歳              | 役員 奉斉部長 特級研修終了 | 二代 | 40万人 |                                        | 崇教真光 30万人 二代                   |                                        |                                        |                                        |                                        |                                        |                                        | 2016死去 100万人 三代教え主 | 2016死去 100万人 三代教え主 |
| 岡田光玉          | 岡田光央          | 27歳              | 幹部                       | 三代 | 40万人 |                                        | 崇教真光 30万人 二代                   |                                        |                                        |                                        |                                        |                                        |                                        | 2016死去 100万人 三代教え主 | 2016死去 100万人 三代教え主 |
| 岡田光玉          | 黒田みのる        | 46歳              | 一般信者                   | 独立 | 40万人 | 光輪 ス光光波世界神団(改名) ス光(改名) | 光輪 ス光光波世界神団(改名) ス光(改名) | 光輪 ス光光波世界神団(改名) ス光(改名) | 光輪 ス光光波世界神団(改名) ス光(改名) | 光輪 ス光光波世界神団(改名) ス光(改名) | 光輪 ス光光波世界神団(改名) ス光(改名) | 光輪 ス光光波世界神団(改名) ス光(改名) | 光輪 ス光光波世界神団(改名) ス光(改名) |                             |                             |
| 岡田光玉          | 関口栄            | 65歳              | 崇教局長                   | 二代 | 40万人 | 世界真光文明教団 10万人 二代           | 世界真光文明教団 10万人 二代           |                                        |                                        |                                        | 1994 死去 三代教え主 22万人            | 1994 死去 三代教え主 22万人            | 1994 死去 三代教え主 22万人            | 1994 死去 三代教え主 22万人 |                             |
| 岡田光玉          | 関口勝利          | 35歳              | 未入会                     | 三代 | 40万人 | 世界真光文明教団 10万人 二代           | 世界真光文明教団 10万人 二代           |                                        |                                        |                                        | 1994 死去 三代教え主 22万人            | 1994 死去 三代教え主 22万人            | 1994 死去 三代教え主 22万人            | 1994 死去 三代教え主 22万人 |                             |
| 岡田光玉          | 田中清英          |                   | 破門・復職禁止             | 分派 | 40万人 | 世界真光文明教団 10万人 二代           | 世界真光文明教団 10万人 二代           | 陽光子友乃会                           | 2002 死去 沼田                         | 2002 死去 沼田                         | 2002 死去 沼田                         | 2002 死去 沼田                         |                                        |                             |                             |
| 岡田光玉          | 中野鷹照          |                   |                            | 分派 | 40万人 | 世界真光文明教団 10万人 二代           | 世界真光文明教団 10万人 二代           | 陽光子友乃会                           | 真光正法乃會                           | 2002 死去 平沢                         | 2002 死去 平沢                         | 2002 死去 平沢                         |                                        |                             |                             |
| 岡田光玉          | 大野正男          | 45歳              | 指導部長                   | 独立 | 40万人 | 世界真光文明教団 10万人 二代           | 世界真光文明教団 10万人 二代           |                                        | 退会                                   | 世界大和陽明教会                       | 世界大和陽明教会                       | 世界大和陽明教会                       | 世界大和陽明教会                       | 世界大和陽明教会            |                             |
| 岡田光玉          | 依田君美          | 58歳              | 一般信者                   | 独立 | 40万人 | 神幽現救世真光文明教団                 | 神幽現救世真光文明教団                 | 神幽現救世真光文明教団                 | 神幽現救世真光文明教団                 | 神幽現救世真光文明教団                 | 神幽現救世真光文明教団                 | 神幽現救世真光文明教団                 | 2003 死去 美希                         | 2003 死去 美希              | 2003 死去 美希              |

## 脚注
1. ↑  フィリップ ウィルキンソン『ビジュアルではじめてわかる宗教 あなたは宗教を「目撃」する!』翻訳 島田裕巳, 秋山淑子, 高崎恵, 富永和子訳、東京書籍、2015年
2. 1 2 3  . 宗教時事研究所. 昭和60年8月1日.
3. ↑  天野正男. . 简明摘要 (PDF).
4. ↑  世界真光文明教団. . 陽光文明研究会. 昭和43年.
5. 1 2  天野正男. .
6. ↑  .   [2020-08-17]. （原始内容存档于2022-12-05）.
7. ↑  . 2020年8月1日  [2023年8月7日]. （原始内容存档于2023年8月7日）.
8. ↑  . 2023年7月16日  [2023年8月7日]. （原始内容存档于2023年8月7日）.
9. ↑  . 宗教時事研究所. 昭和60年.
10. 1 2   .   [2023-07-11]. （原始内容存档于2023-06-28）.